# Martin Page
Martin Page nasceu em Londres em 10 de junho de 1938 e morreu em 10 de setembro de 2003. Frequentou a Universidade de Cambridge, em Manchester onde tirou um mestrado em Antropologia. Com 24 anos tornou-se o mais jovem correspondente da imprensa inglesa no estrangeiro como jornalista do jornal The Guardian cobrindo sete guerras, do Vietnam à Argélia. Foi colocado em Paris, Roma e Moscovo, onde escreveu o seu primeiro livro, Unpersoned. Tem livros editados em 14 linguas e galardoados com prémios literários em Inglaterra.

## Publicações
- A Primeira Aldeia Global (e-Livro Google)
- PORTUGUAL, E A REVOLUÇAO GLOBAL - COMO UM DOS: MENORES PAISES DO MUNDO MUDOU A NOSSA HISTORIA, MARTIN PAGE, NOVA FRONTEIRA, ISBN	8520927637, 9788520927632